# Alunskifer
Alunskifer er en sedimentær bjergart, der består af konsoliderede sedimenter. Alunskifer er lagdelt og har gode kløveegenskaber i alle retninger, men bedst i liggeplanet. Den kan deles op lagvise i milli- til centimetertykke flager.
| Geologi | Spire Denne artikel om geologi er en spire som bør udbygges. Du er velkommen til at hjælpe Wikipedia ved at udvide den. |